# 36 Ceti
36 Ceti är en orange jätte i stjärnbilden Valfisken.
36 Ceti har visuell magnitud +6,58 och är inte synlig för blotta ögat ens vid god seeing. Den befinner sig på ett avstånd av ungefär 395 ljusår.